# Santi Kolk
Santi Kolk (L'Aia, 2 ottobre 1981) è un ex calciatore olandese, di ruolo centrocampista o attaccante.